# Liste des planètes mineures (650001-651000)
Voici la liste des planètes mineures numérotées de 650001 à 651000. Les planètes mineures sont numérotées lorsque leur orbite est confirmée, ce qui peut parfois se produire longtemps après leur découverte. Elles sont classées ici par leur numéro.

## Planètes mineures 650001 à 651000
- (650001) 2011 UN345
- (650002) 2011 UG352
- (650003) 2011 US354
- (650004) 2011 UK355
- (650005) 2011 UP358
- (650006) 2011 UV361
- (650007) 2011 UC364
- (650008) 2011 UG364
- (650009) 2011 UH364
- (650010) 2011 UA365
- (650011) 2011 UN366
- (650012) 2011 UD367
- (650013) 2011 UK367
- (650014) 2011 UH371
- (650015) 2011 UT381
- (650016) 2011 UC384
- (650017) 2011 UD384
- (650018) 2011 UR386
- (650019) 2011 UT388
- (650020) 2011 UW388
- (650021) 2011 UO390
- (650022) 2011 UR392
- (650023) 2011 UD393
- (650024) 2011 UQ397
- (650025) 2011 UM404
- (650026) 2011 US404
- (650027) 2011 UG406
- (650028) 2011 UN407
- (650029) 2011 UC408
- (650030) 2011 UK408
- (650031) 2011 UJ413
- (650032) 2011 UW415
- (650033) 2011 UG416
- (650034) 2011 UM416
- (650035) 2011 UP418
- (650036) 2011 UW418
- (650037) 2011 UE419
- (650038) 2011 UZ423
- (650039) 2011 UL426
- (650040) 2011 UX433
- (650041) 2011 UA435
- (650042) 2011 UD438
- (650043) 2011 UN448
- (650044) 2011 UP448
- (650045) 2011 UB449
- (650046) 2011 UN449
- (650047) 2011 UO449
- (650048) 2011 UL451
- (650049) 2011 UN451
- (650050) 2011 UO451
- (650051) 2011 UR451
- (650052) 2011 US451
- (650053) 2011 UP470
- (650054) 2011 US470
- (650055) 2011 UV473
- (650056) 2011 UU474
- (650057) 2011 UR476
- (650058) 2011 UO481
- (650059) 2011 UQ486
- (650060) 2011 UV489
- (650061) 2011 UC490
- (650062) 2011 UM493
- (650063) 2011 UY493
- (650064) 2011 US494
- (650065) 2011 UZ494
- (650066) 2011 UO499
- (650067) 2011 VO3
- (650068) 2011 VQ3
- (650069) 2011 VS3
- (650070) 2011 VZ3
- (650071) 2011 VH10
- (650072) 2011 VX12
- (650073) 2011 VH15
- (650074) 2011 VC20
- (650075) 2011 VB21
- (650076) 2011 VN21
- (650077) 2011 VH28
- (650078) 2011 VC30
- (650079) 2011 VG30
- (650080) 2011 VO30
- (650081) 2011 VA31
- (650082) 2011 VE35
- (650083) 2011 WO
- (650084) 2011 WZ4
- (650085) 2011 WB8
- (650086) 2011 WJ8
- (650087) 2011 WW13
- (650088) 2011 WC14
- (650089) 2011 WX18
- (650090) 2011 WF19
- (650091) 2011 WF22
- (650092) 2011 WF24
- (650093) 2011 WH26
- (650094) 2011 WQ26
- (650095) 2011 WN28
- (650096) 2011 WM33
- (650097) 2011 WX33
- (650098) 2011 WZ36
- (650099) 2011 WF37
- (650100) 2011 WC45
- (650101) 2011 WL48
- (650102) 2011 WH52
- (650103) 2011 WD54
- (650104) 2011 WX57
- (650105) 2011 WK58
- (650106) 2011 WO62
- (650107) 2011 WF63
- (650108) 2011 WW63
- (650109) 2011 WP64
- (650110) 2011 WA65
- (650111) 2011 WG65
- (650112) 2011 WC69
- (650113) 2011 WG74
- (650114) 2011 WT76
- (650115) 2011 WZ94
- (650116) 2011 WF98
- (650117) 2011 WQ98
- (650118) 2011 WX99
- (650119) 2011 WN113
- (650120) 2011 WO113
- (650121) 2011 WQ113
- (650122) 2011 WA121
- (650123) 2011 WX123
- (650124) 2011 WF125
- (650125) 2011 WA132
- (650126) 2011 WK133
- (650127) 2011 WM133
- (650128) 2011 WR133
- (650129) 2011 WH137
- (650130) 2011 WM142
- (650131) 2011 WT142
- (650132) 2011 WC144
- (650133) 2011 WV151
- (650134) 2011 WC153
- (650135) 2011 WS157
- (650136) 2011 WA158
- (650137) 2011 WB158
- (650138) 2011 WO158
- (650139) 2011 WD160
- (650140) 2011 WG164
- (650141) 2011 WC165
- (650142) 2011 WC169
- (650143) 2011 WD170
- (650144) 2011 WG174
- (650145) 2011 WU180
- (650146) 2011 WY182
- (650147) 2011 WE183
- (650148) 2011 WM185
- (650149) 2011 XV
- (650150) 2011 YP3
- (650151) 2011 YE5
- (650152) 2011 YZ7
- (650153) 2011 YV8
- (650154) 2011 YT15
- (650155) 2011 YX18
- (650156) 2011 YW28
- (650157) 2011 YW43
- (650158) 2011 YG44
- (650159) 2011 YY44
- (650160) 2011 YA52
- (650161) 2011 YO57
- (650162) 2011 YR63
- (650163) 2011 YH69
- (650164) 2011 YJ69
- (650165) 2011 YH73
- (650166) 2011 YV80
- (650167) 2011 YS81
- (650168) 2011 YK87
- (650169) 2011 YA91
- (650170) 2011 YB92
- (650171) 2012 AC5
- (650172) 2012 AK6
- (650173) 2012 AR6
- (650174) 2012 AA10
- (650175) 2012 AV14
- (650176) 2012 AS15
- (650177) 2012 AT21
- (650178) 2012 AP26
- (650179) 2012 AJ31
- (650180) 2012 AD33
- (650181) 2012 AD34
- (650182) 2012 AH34
- (650183) 2012 AR34
- (650184) 2012 AB36
- (650185) 2012 BR2
- (650186) 2012 BK5
- (650187) 2012 BW5
- (650188) 2012 BL7
- (650189) 2012 BK19
- (650190) 2012 BF36
- (650191) 2012 BH37
- (650192) 2012 BZ45
- (650193) 2012 BH60
- (650194) 2012 BM60
- (650195) 2012 BP60
- (650196) 2012 BG62
- (650197) 2012 BS65
- (650198) 2012 BS71
- (650199) 2012 BA72
- (650200) 2012 BA76
- (650201) 2012 BF76
- (650202) 2012 BW78
- (650203) 2012 BG79
- (650204) 2012 BK80
- (650205) 2012 BL80
- (650206) 2012 BR81
- (650207) 2012 BF83
- (650208) 2012 BR86
- (650209) 2012 BW91
- (650210) 2012 BO95
- (650211) 2012 BT95
- (650212) 2012 BP97
- (650213) 2012 BG98
- (650214) 2012 BS105
- (650215) 2012 BN108
- (650216) 2012 BV115
- (650217) 2012 BR123
- (650218) 2012 BU124
- (650219) 2012 BW133
- (650220) 2012 BA137
- (650221) 2012 BT137
- (650222) 2012 BM140
- (650223) 2012 BQ140
- (650224) 2012 BX142
- (650225) 2012 BZ144
- (650226) 2012 BZ153
- (650227) 2012 BC155
- (650228) 2012 BG155
- (650229) 2012 BB184
- (650230) 2012 BF186
- (650231) 2012 BX186
- (650232) 2012 BP187
- (650233) 2012 BH188
- (650234) 2012 CC6
- (650235) 2012 CN11
- (650236) 2012 CV11
- (650237) 2012 CG17
- (650238) 2012 CB22
- (650239) 2012 CP26
- (650240) 2012 CX26
- (650241) 2012 CG28
- (650242) 2012 CZ28
- (650243) 2012 CT34
- (650244) 2012 CY36
- (650245) 2012 CK38
- (650246) 2012 CV42
- (650247) 2012 CM43
- (650248) 2012 CY43
- (650249) 2012 CK46
- (650250) 2012 CG49
- (650251) 2012 CK55
- (650252) 2012 CL57
- (650253) 2012 CO57
- (650254) 2012 CU57
- (650255) 2012 CM58
- (650256) 2012 CK66
- (650257) 2012 CS66
- (650258) 2012 CL69
- (650259) 2012 DR1
- (650260) 2012 DL3
- (650261) 2012 DG10
- (650262) 2012 DB12
- (650263) 2012 DK13
- (650264) 2012 DS18
- (650265) 2012 DA21
- (650266) 2012 DS23
- (650267) 2012 DL26
- (650268) 2012 DS28
- (650269) 2012 DL32
- (650270) 2012 DS35
- (650271) 2012 DZ35
- (650272) 2012 DK40
- (650273) 2012 DQ40
- (650274) 2012 DP50
- (650275) 2012 DK51
- (650276) 2012 DK52
- (650277) 2012 DB53
- (650278) 2012 DD53
- (650279) 2012 DT55
- (650280) 2012 DZ55
- (650281) 2012 DO56
- (650282) 2012 DC57
- (650283) 2012 DO60
- (650284) 2012 DS61
- (650285) 2012 DZ66
- (650286) 2012 DZ68
- (650287) 2012 DB74
- (650288) 2012 DV78
- (650289) 2012 DW78
- (650290) 2012 DS83
- (650291) 2012 DX89
- (650292) 2012 DG95
- (650293) 2012 DT95
- (650294) 2012 DC100
- (650295) 2012 DG100
- (650296) 2012 DZ101
- (650297) 2012 DE103
- (650298) 2012 DF104
- (650299) 2012 DM106
- (650300) 2012 DA110
- (650301) 2012 DN111
- (650302) 2012 DR122
- (650303) 2012 DE127
- (650304) 2012 EA6
- (650305) 2012 ET7
- (650306) 2012 ET9
- (650307) 2012 ES20
- (650308) 2012 FF1
- (650309) 2012 FM3
- (650310) 2012 FH12
- (650311) 2012 FV13
- (650312) 2012 FW13
- (650313) 2012 FN20
- (650314) 2012 FG23
- (650315) 2012 FC25
- (650316) 2012 FL39
- (650317) 2012 FO40
- (650318) 2012 FN64
- (650319) 2012 FH72
- (650320) 2012 FY74
- (650321) 2012 FJ75
- (650322) 2012 FH77
- (650323) 2012 FL79
- (650324) 2012 FU87
- (650325) 2012 FX103
- (650326) 2012 FF104
- (650327) 2012 FH106
- (650328) 2012 FN106
- (650329) 2012 FJ110
- (650330) 2012 FN110
- (650331) 2012 GQ3
- (650332) 2012 GM9
- (650333) 2012 GN11
- (650334) 2012 GS11
- (650335) 2012 GL17
- (650336) 2012 GS17
- (650337) 2012 GU18
- (650338) 2012 GL20
- (650339) 2012 GT21
- (650340) 2012 GH25
- (650341) 2012 GD26
- (650342) 2012 GF26
- (650343) 2012 GN33
- (650344) 2012 GQ33
- (650345) 2012 GE38
- (650346) 2012 GQ38
- (650347) 2012 GV39
- (650348) 2012 GW41
- (650349) 2012 GH43
- (650350) 2012 GZ50
- (650351) 2012 HA7
- (650352) 2012 HC9
- (650353) 2012 HX9
- (650354) 2012 HV10
- (650355) 2012 HK12
- (650356) 2012 HX13
- (650357) 2012 HG14
- (650358) 2012 HR16
- (650359) 2012 HU17
- (650360) 2012 HO18
- (650361) 2012 HZ24
- (650362) 2012 HM31
- (650363) 2012 HT34
- (650364) 2012 HO41
- (650365) 2012 HZ43
- (650366) 2012 HG44
- (650367) 2012 HN45
- (650368) 2012 HW48
- (650369) 2012 HW50
- (650370) 2012 HJ52
- (650371) 2012 HZ52
- (650372) 2012 HS53
- (650373) 2012 HY57
- (650374) 2012 HE60
- (650375) 2012 HE63
- (650376) 2012 HQ67
- (650377) 2012 HL69
- (650378) 2012 HH71
- (650379) 2012 HY73
- (650380) 2012 HL78
- (650381) 2012 HA79
- (650382) 2012 HH79
- (650383) 2012 HX79
- (650384) 2012 HW80
- (650385) 2012 HW81
- (650386) 2012 HK87
- (650387) 2012 HL87
- (650388) 2012 HQ87
- (650389) 2012 HV87
- (650390) 2012 HZ87
- (650391) 2012 HA89
- (650392) 2012 HG94
- (650393) 2012 HW101
- (650394) 2012 HR106
- (650395) 2012 HC110
- (650396) 2012 HO112
- (650397) 2012 JG1
- (650398) 2012 JT2
- (650399) 2012 JA9
- (650400) 2012 JJ13
- (650401) 2012 JN13
- (650402) 2012 JU18
- (650403) 2012 JE20
- (650404) 2012 JP20
- (650405) 2012 JF22
- (650406) 2012 JD23
- (650407) 2012 JD28
- (650408) 2012 JW29
- (650409) 2012 JD35
- (650410) 2012 JD38
- (650411) 2012 JE38
- (650412) 2012 JC46
- (650413) 2012 JJ46
- (650414) 2012 JK46
- (650415) 2012 JE51
- (650416) 2012 JJ51
- (650417) 2012 JU53
- (650418) 2012 JA56
- (650419) 2012 JT61
- (650420) 2012 JD62
- (650421) 2012 JP66
- (650422) 2012 KH
- (650423) 2012 KU
- (650424) 2012 KY1
- (650425) 2012 KK5
- (650426) 2012 KF9
- (650427) 2012 KP9
- (650428) 2012 KG10
- (650429) 2012 KM10
- (650430) 2012 KS15
- (650431) 2012 KW16
- (650432) 2012 KE20
- (650433) 2012 KU20
- (650434) 2012 KW21
- (650435) 2012 KS23
- (650436) 2012 KM24
- (650437) 2012 KO25
- (650438) 2012 KW29
- (650439) 2012 KZ29
- (650440) 2012 KZ30
- (650441) 2012 KF31
- (650442) 2012 KY31
- (650443) 2012 KT32
- (650444) 2012 KE34
- (650445) 2012 KJ36
- (650446) 2012 KY36
- (650447) 2012 KB37
- (650448) 2012 KM38
- (650449) 2012 KM39
- (650450) 2012 KK41
- (650451) 2012 KY42
- (650452) 2012 KH46
- (650453) 2012 KZ48
- (650454) 2012 KN51
- (650455) 2012 KD54
- (650456) 2012 KG56
- (650457) 2012 KO57
- (650458) 2012 KB60
- (650459) 2012 KF63
- (650460) 2012 KJ63
- (650461) 2012 LV
- (650462) 2012 LW
- (650463) 2012 LS2
- (650464) 2012 LG7
- (650465) 2012 LA10
- (650466) 2012 LT11
- (650467) 2012 LD12
- (650468) 2012 LV18
- (650469) 2012 LZ19
- (650470) 2012 LC20
- (650471) 2012 LK23
- (650472) 2012 MN3
- (650473) 2012 MQ4
- (650474) Chungchaocheng
- (650475) 2012 MH10
- (650476) 2012 MF14
- (650477) 2012 MY17
- (650478) 2012 ML18
- (650479) 2012 NB1
- (650480) 2012 NR1
- (650481) 2012 NY1
- (650482) 2012 OM7
- (650483) 2012 PW4
- (650484) 2012 PD5
- (650485) 2012 PW7
- (650486) 2012 PF9
- (650487) 2012 PF13
- (650488) 2012 PW15
- (650489) 2012 PR17
- (650490) 2012 PL20
- (650491) 2012 PS26
- (650492) 2012 PP27
- (650493) 2012 PL30
- (650494) 2012 PA31
- (650495) 2012 PJ31
- (650496) 2012 PT31
- (650497) 2012 PJ32
- (650498) 2012 PK32
- (650499) 2012 PM34
- (650500) 2012 PW34
- (650501) 2012 PW35
- (650502) 2012 PQ37
- (650503) 2012 PR38
- (650504) 2012 PY39
- (650505) 2012 PR42
- (650506) 2012 PV43
- (650507) 2012 PO44
- (650508) 2012 PL46
- (650509) 2012 PP57
- (650510) 2012 QF1
- (650511) 2012 QM3
- (650512) 2012 QN3
- (650513) 2012 QV4
- (650514) 2012 QF8
- (650515) 2012 QX8
- (650516) 2012 QL12
- (650517) 2012 QP13
- (650518) 2012 QN14
- (650519) 2012 QS15
- (650520) 2012 QA16
- (650521) 2012 QT16
- (650522) 2012 QW18
- (650523) 2012 QM19
- (650524) 2012 QK20
- (650525) 2012 QY20
- (650526) 2012 QK28
- (650527) 2012 QJ29
- (650528) 2012 QO29
- (650529) 2012 QA33
- (650530) 2012 QB34
- (650531) 2012 QC39
- (650532) 2012 QK40
- (650533) 2012 QX44
- (650534) 2012 QZ47
- (650535) 2012 QG48
- (650536) 2012 QV48
- (650537) 2012 QZ50
- (650538) 2012 QG52
- (650539) 2012 QW52
- (650540) 2012 QB53
- (650541) 2012 QE56
- (650542) 2012 QW57
- (650543) 2012 QU61
- (650544) 2012 QH63
- (650545) 2012 QV63
- (650546) 2012 QQ64
- (650547) 2012 QC66
- (650548) 2012 QL66
- (650549) 2012 QK69
- (650550) 2012 QQ75
- (650551) 2012 QY75
- (650552) 2012 RF
- (650553) 2012 RO4
- (650554) 2012 RD10
- (650555) 2012 RN12
- (650556) 2012 RZ15
- (650557) 2012 RA16
- (650558) 2012 RB20
- (650559) 2012 RV21
- (650560) 2012 RG23
- (650561) 2012 RA25
- (650562) 2012 RK25
- (650563) 2012 RZ25
- (650564) 2012 RB31
- (650565) 2012 RS35
- (650566) 2012 RB37
- (650567) 2012 RG37
- (650568) 2012 RD39
- (650569) 2012 RH41
- (650570) 2012 RU42
- (650571) 2012 RA44
- (650572) 2012 RK44
- (650573) 2012 RF45
- (650574) 2012 RC48
- (650575) 2012 RU49
- (650576) 2012 SC
- (650577) 2012 SZ10
- (650578) 2012 SJ20
- (650579) 2012 SP20
- (650580) 2012 SP21
- (650581) 2012 SY22
- (650582) 2012 SY23
- (650583) 2012 SG24
- (650584) 2012 SD25
- (650585) 2012 SS28
- (650586) 2012 SG31
- (650587) 2012 SO33
- (650588) 2012 SF35
- (650589) 2012 SO35
- (650590) 2012 SO37
- (650591) 2012 SY38
- (650592) 2012 SU42
- (650593) 2012 SL43
- (650594) 2012 ST46
- (650595) 2012 SZ46
- (650596) 2012 SC48
- (650597) 2012 SR48
- (650598) 2012 SB50
- (650599) 2012 ST50
- (650600) 2012 SG51
- (650601) 2012 SN54
- (650602) 2012 SO55
- (650603) 2012 SW56
- (650604) 2012 SY59
- (650605) 2012 SE61
- (650606) 2012 SP62
- (650607) 2012 SP68
- (650608) 2012 SN69
- (650609) 2012 SQ70
- (650610) 2012 SV71
- (650611) 2012 SY71
- (650612) 2012 SF75
- (650613) 2012 SP77
- (650614) 2012 SS79
- (650615) 2012 SS85
- (650616) 2012 SP90
- (650617) 2012 SR91
- (650618) 2012 SW91
- (650619) 2012 SG94
- (650620) 2012 SJ94
- (650621) 2012 SV94
- (650622) 2012 SV98
- (650623) 2012 SF99
- (650624) 2012 SN99
- (650625) 2012 TC2
- (650626) 2012 TC3
- (650627) 2012 TJ3
- (650628) 2012 TS3
- (650629) 2012 TH5
- (650630) 2012 TE6
- (650631) 2012 TN7
- (650632) 2012 TF8
- (650633) 2012 TR8
- (650634) 2012 TU8
- (650635) 2012 TY8
- (650636) 2012 TM11
- (650637) 2012 TA13
- (650638) 2012 TD13
- (650639) 2012 TH15
- (650640) 2012 TU16
- (650641) 2012 TQ17
- (650642) 2012 TH18
- (650643) 2012 TG25
- (650644) 2012 TH26
- (650645) 2012 TQ26
- (650646) 2012 TV29
- (650647) 2012 TY29
- (650648) 2012 TJ30
- (650649) 2012 TP30
- (650650) 2012 TM31
- (650651) 2012 TP31
- (650652) 2012 TB34
- (650653) 2012 TL35
- (650654) 2012 TP42
- (650655) 2012 TT44
- (650656) 2012 TO48
- (650657) 2012 TP48
- (650658) 2012 TT48
- (650659) 2012 TX49
- (650660) 2012 TH50
- (650661) 2012 TR53
- (650662) 2012 TZ58
- (650663) 2012 TQ61
- (650664) 2012 TR62
- (650665) 2012 TN63
- (650666) 2012 TC66
- (650667) 2012 TO66
- (650668) 2012 TJ67
- (650669) 2012 TQ72
- (650670) 2012 TZ72
- (650671) 2012 TA73
- (650672) 2012 TY80
- (650673) 2012 TH81
- (650674) 2012 TU82
- (650675) 2012 TY83
- (650676) 2012 TO84
- (650677) 2012 TD85
- (650678) 2012 TC86
- (650679) 2012 TA89
- (650680) 2012 TE94
- (650681) 2012 TG95
- (650682) 2012 TC98
- (650683) 2012 TL99
- (650684) 2012 TB101
- (650685) 2012 TQ101
- (650686) 2012 TP102
- (650687) 2012 TY105
- (650688) 2012 TQ106
- (650689) 2012 TX106
- (650690) 2012 TS107
- (650691) 2012 TS109
- (650692) 2012 TN111
- (650693) 2012 TB112
- (650694) 2012 TC116
- (650695) 2012 TU117
- (650696) 2012 TW117
- (650697) 2012 TQ119
- (650698) 2012 TO121
- (650699) 2012 TY124
- (650700) 2012 TM132
- (650701) 2012 TZ133
- (650702) 2012 TF138
- (650703) 2012 TR138
- (650704) 2012 TR142
- (650705) 2012 TQ144
- (650706) 2012 TU144
- (650707) 2012 TK147
- (650708) 2012 TK149
- (650709) 2012 TW150
- (650710) 2012 TJ151
- (650711) 2012 TG152
- (650712) 2012 TU154
- (650713) 2012 TA155
- (650714) 2012 TL158
- (650715) 2012 TX158
- (650716) 2012 TK161
- (650717) 2012 TO161
- (650718) 2012 TQ165
- (650719) 2012 TN166
- (650720) 2012 TJ168
- (650721) 2012 TK168
- (650722) 2012 TT169
- (650723) 2012 TB170
- (650724) 2012 TX171
- (650725) 2012 TF176
- (650726) 2012 TA177
- (650727) 2012 TM181
- (650728) 2012 TQ182
- (650729) 2012 TT183
- (650730) 2012 TL185
- (650731) 2012 TT186
- (650732) 2012 TY187
- (650733) 2012 TS188
- (650734) 2012 TR193
- (650735) 2012 TA196
- (650736) 2012 TD198
- (650737) 2012 TW198
- (650738) 2012 TR199
- (650739) 2012 TM207
- (650740) 2012 TS209
- (650741) 2012 TW209
- (650742) 2012 TG217
- (650743) 2012 TD221
- (650744) 2012 TK221
- (650745) 2012 TM221
- (650746) 2012 TG223
- (650747) 2012 TH224
- (650748) 2012 TX226
- (650749) 2012 TN227
- (650750) 2012 TP234
- (650751) 2012 TL236
- (650752) 2012 TX236
- (650753) 2012 TN237
- (650754) 2012 TC238
- (650755) 2012 TE240
- (650756) 2012 TA242
- (650757) 2012 TO242
- (650758) 2012 TP242
- (650759) 2012 TE243
- (650760) 2012 TQ244
- (650761) 2012 TC247
- (650762) 2012 TG248
- (650763) 2012 TA250
- (650764) 2012 TO252
- (650765) 2012 TK253
- (650766) 2012 TE254
- (650767) 2012 TB256
- (650768) 2012 TW257
- (650769) 2012 TZ257
- (650770) 2012 TS259
- (650771) 2012 TH261
- (650772) 2012 TN263
- (650773) 2012 TY263
- (650774) 2012 TQ264
- (650775) 2012 TA266
- (650776) 2012 TB266
- (650777) 2012 TR267
- (650778) 2012 TN270
- (650779) 2012 TH271
- (650780) 2012 TR271
- (650781) 2012 TB273
- (650782) 2012 TE274
- (650783) 2012 TG277
- (650784) 2012 TK277
- (650785) 2012 TN277
- (650786) 2012 TY279
- (650787) 2012 TK282
- (650788) 2012 TM282
- (650789) 2012 TM283
- (650790) 2012 TS283
- (650791) 2012 TC284
- (650792) 2012 TD284
- (650793) 2012 TT284
- (650794) 2012 TQ285
- (650795) 2012 TJ286
- (650796) 2012 TR287
- (650797) 2012 TG289
- (650798) 2012 TN289
- (650799) 2012 TW290
- (650800) 2012 TR291
- (650801) 2012 TU291
- (650802) 2012 TZ291
- (650803) 2012 TA292
- (650804) 2012 TL292
- (650805) 2012 TR292
- (650806) 2012 TT292
- (650807) 2012 TV292
- (650808) 2012 TH293
- (650809) 2012 TO293
- (650810) 2012 TW295
- (650811) 2012 TB298
- (650812) 2012 TQ298
- (650813) 2012 TT300
- (650814) 2012 TC301
- (650815) 2012 TG303
- (650816) 2012 TW303
- (650817) 2012 TH304
- (650818) 2012 TQ304
- (650819) 2012 TX305
- (650820) 2012 TK306
- (650821) 2012 TD307
- (650822) 2012 TS307
- (650823) 2012 TA309
- (650824) 2012 TZ310
- (650825) 2012 TG311
- (650826) 2012 TH311
- (650827) 2012 TB313
- (650828) 2012 TP314
- (650829) 2012 TA315
- (650830) 2012 TB315
- (650831) 2012 TV315
- (650832) 2012 TC316
- (650833) 2012 TM316
- (650834) 2012 TA318
- (650835) 2012 TL318
- (650836) 2012 TF321
- (650837) 2012 TV323
- (650838) 2012 TH325
- (650839) 2012 TL325
- (650840) 2012 TF326
- (650841) 2012 TH326
- (650842) 2012 TM326
- (650843) 2012 TP326
- (650844) 2012 TQ326
- (650845) 2012 TO328
- (650846) 2012 TZ328
- (650847) 2012 TO329
- (650848) 2012 TP329
- (650849) 2012 TT331
- (650850) 2012 TP332
- (650851) 2012 TY332
- (650852) 2012 TJ333
- (650853) 2012 TX334
- (650854) 2012 TY338
- (650855) 2012 TZ340
- (650856) 2012 TP344
- (650857) 2012 TR344
- (650858) 2012 TO347
- (650859) 2012 TM349
- (650860) 2012 TF355
- (650861) 2012 TE357
- (650862) 2012 TS357
- (650863) 2012 TW357
- (650864) 2012 TN363
- (650865) 2012 TL365
- (650866) 2012 TY368
- (650867) 2012 TT370
- (650868) 2012 TU372
- (650869) 2012 TF374
- (650870) 2012 TL379
- (650871) 2012 TX379
- (650872) 2012 TK385
- (650873) 2012 TX386
- (650874) 2012 TF388
- (650875) 2012 TU392
- (650876) 2012 TD404
- (650877) 2012 UR1
- (650878) 2012 UQ4
- (650879) 2012 UX5
- (650880) 2012 UY5
- (650881) 2012 UJ7
- (650882) 2012 UM9
- (650883) 2012 UL10
- (650884) 2012 UE13
- (650885) 2012 UO13
- (650886) 2012 UH21
- (650887) 2012 UV21
- (650888) 2012 UN22
- (650889) 2012 UH23
- (650890) 2012 UR25
- (650891) 2012 UW26
- (650892) 2012 UZ27
- (650893) 2012 UV28
- (650894) 2012 UU29
- (650895) 2012 UN30
- (650896) 2012 UX32
- (650897) 2012 UK34
- (650898) 2012 UR36
- (650899) 2012 UV37
- (650900) 2012 UC39
- (650901) 2012 UE45
- (650902) 2012 UL45
- (650903) 2012 UD46
- (650904) 2012 UW47
- (650905) 2012 UM50
- (650906) 2012 UQ53
- (650907) 2012 UD54
- (650908) 2012 UU54
- (650909) 2012 UX55
- (650910) 2012 UE56
- (650911) 2012 UH57
- (650912) 2012 UF58
- (650913) 2012 US60
- (650914) 2012 UF66
- (650915) 2012 UR66
- (650916) 2012 UM67
- (650917) 2012 UA72
- (650918) 2012 UK72
- (650919) 2012 UL73
- (650920) 2012 UJ75
- (650921) 2012 UJ76
- (650922) 2012 UW78
- (650923) 2012 UY80
- (650924) 2012 UJ82
- (650925) 2012 UQ83
- (650926) 2012 UO86
- (650927) 2012 UP87
- (650928) 2012 UP88
- (650929) 2012 UU88
- (650930) 2012 UD91
- (650931) 2012 UV91
- (650932) 2012 UN92
- (650933) 2012 UO92
- (650934) 2012 UP92
- (650935) 2012 UX92
- (650936) 2012 UV97
- (650937) 2012 UB98
- (650938) 2012 UA101
- (650939) 2012 UX101
- (650940) 2012 UK102
- (650941) 2012 UW102
- (650942) 2012 UL105
- (650943) 2012 UR105
- (650944) 2012 UZ106
- (650945) 2012 UJ107
- (650946) 2012 UR109
- (650947) 2012 UJ110
- (650948) 2012 UA111
- (650949) 2012 UK112
- (650950) 2012 UE117
- (650951) 2012 UG118
- (650952) 2012 UU118
- (650953) 2012 UU119
- (650954) 2012 UO120
- (650955) 2012 UU121
- (650956) 2012 UF122
- (650957) 2012 UQ124
- (650958) 2012 UA126
- (650959) 2012 UA128
- (650960) 2012 UF128
- (650961) 2012 UM129
- (650962) 2012 UO130
- (650963) 2012 UB134
- (650964) 2012 UE134
- (650965) 2012 UH137
- (650966) 2012 UP137
- (650967) 2012 UT139
- (650968) 2012 UC144
- (650969) 2012 UP145
- (650970) 2012 UE146
- (650971) 2012 UQ148
- (650972) 2012 UC149
- (650973) 2012 UR151
- (650974) 2012 UH154
- (650975) 2012 UZ154
- (650976) 2012 UO155
- (650977) 2012 UW156
- (650978) 2012 UD157
- (650979) 2012 UX158
- (650980) 2012 UX160
- (650981) 2012 UB161
- (650982) 2012 UB162
- (650983) 2012 UV164
- (650984) 2012 UD165
- (650985) 2012 UL166
- (650986) 2012 UO166
- (650987) 2012 UY166
- (650988) 2012 UP167
- (650989) 2012 UE168
- (650990) 2012 UG168
- (650991) 2012 UL170
- (650992) 2012 UY172
- (650993) 2012 UC173
- (650994) 2012 UN174
- (650995) 2012 UL178
- (650996) 2012 UG179
- (650997) 2012 UV180
- (650998) 2012 UP181
- (650999) 2012 UW183
- (651000) 2012 UM184